# غريتشين بندر
غريتشين بندر (بالإنجليزية: Gretchen Bender)‏ هي فنانة أمريكية، ولدت في 1951، وتوفيت في 2004 بسبب سرطان.